# Parti du peuple de Guinée
Parti du peuple de Guinée est l'un des parti politique guinéen basé au sein de la minorité Kissi de la région administrative de N'zérékoré.
Le parti est dirigé par Charles Pascal Tolno, ancien ministre. Avant les élections de 1998, le parti faisait partie de l'alliance dirigée par le RPG, la coordination de l'opposition démocratique (CODEM).